# Santa Fe (banda)
Santa Fe es una banda cubana de música latina y R&B, residente en Madrid.

## Historia
El origen del grupo está en la anterior formación, "Cambio Latino", que estuvo formada por Ariel, Yoel y Leo. El grupo surgió en 1996 para intentar ganar un festival musical cubano, haciéndose con el primer premio. Tras un par de años ganando popularidad en el país caribeño, en 1998 varias discográficas europeas comienzan a interesarse por el grupo, que firma finalmente con EMI España. En 1999 grabaron su primer álbum, producido por Alejo Stivel, que tuvo un tema destacado llamado "El baile del ocho". La canción gozó de bastante popularidad en España, en parte por su uso por el Real Madrid para celebrar la consecución de su octava Copa de Europa.
El grupo se marchó de la discográfica en el año 2000 y sus componentes se afincan en Madrid realizando otros proyectos que desembocarían en el grupo "Santa Fe". En el año 2005 firmarían un contrato con la compañía discográfica Vale Music. Dicho grupo está formado por los cubanos Ariel, Yoel, Leo y un nuevo componente, Ray.
Su primer sencillo, "Esto es pa' ti, logró cierta relevancia al ser incluido en varios recopilatorios de temas del verano de 2005, además de ser utilizado en programas de éxito de la televisión española como Crónicas Marcianas o Gran Hermano. Esto les llevó a publicar un disco, grabado en los estudios de la productora de José Luis Moreno, Miramón Mendi, que se publicaría en 2006. El disco contó en un tema, "Fruto prohibido", con la colaboración de la cantante Soraya Arnelas. La canción sonó bastante en el verano de 2007 debido a su uso en la edición de ese mismo año de Gran Hermano y a su inclusión en los recopilatorios del verano.
Santa Fe también ha intentado representar a España en el Festival de Eurovisión de 2007 presentándose al concurso Misión Eurovisión, y a pesar de que superaron en primera posición la ronda previa, posteriormente no pasaron la semifinal. En 2008 lo volvieron a intentar con "24 Horas".
En 2009, volvieron a presentarse como candidatos a Eurovisión. Esta vez no se presentaron solos sino que contaron con la colaboración de Anabel Dueñas (OT 2008), María López (Factor X) y de Lydia Salar, las cuales se unieron al grupo para defender el tema "Samba House". Ese año se celebraron 3 semifinales; Santa Fe actuó en la 3ª semifinal, quedando en 1ª posición. Luego se celebró la Gran Ginal con los 4 participantes más votados en cada una de las semifinales, quedando Santa Fe en 3ª posición por detrás de Soraya Arnelas (Ganadora) y Melody (2ª).
En verano de 2009, uno de los cantantes oficiales del grupo se marchó a Miami así que decidieron contratar a Patricia del Olmo (exconcursante de "Operación Triunfo 2009"), con la que hicieron su gira de verano: "Santa Fe Go". Patricia también ha grabado un tema junto a Ariel titulado "No son los mejores", el cual aparecerá en el próximo disco del grupo del que todavía no sabemos la fecha de salida.

## Discografía

### Cambio Latino
- Cambio Latino (1999, EMI)

### Santa Fe
- Esto es Pa´ti (2005, Vale Music)
- Fruto Prohibido (2007, Vale Music)
- Proyecto Madre (2008, Vale Music)